# Франсоа Митеран
Франсоа Митеран (на френски: François Mitterrand) е френски политик, президент на Франция от 21 май 1981 до 17 май 1995.

## Биография
Роден е в Жарнак, в западната част на Франция.
Участва във Втората световна война. През 1940 г. е ранен и пленен. В края на 1941 г. успява да избяга, връща се във Франция и влиза в Съпротивата. През 1944 г. е назначен за генерален секретар по делата с военнопленниците и депортираните във Временното правителство на генерал Шарл дьо Гол.

## Политическа кариера
През 1945 г. е сред основателите на лявата партия Демократически и социалистически съюз на Съпротивата (ЮДСР). През 1946 г. Митеран е избран за депутат в Националното събрание, където остава до 1958 г. В периода 1947 – 1948 г. Митеран е министър по делата на ветераните. В периода 1950 – 1951 г. е министър по делата на отвъдморските територии, през 1953 г. министър по делата на Съвета на Европа, а през 1956 – 1957 г. е правосъден министър.
След като през 1958 г. дьо Гол създава Петата република, Франсоа Митеран остро критикува новия режим и Конституцията от 1958 г. Постепенно става лидер на лявата опозиция и през 1965 г. основава Федерацията на демократическите и социалистическите леви сили (ФДСЛС), на която е председател за периода 1965 – 1968 г. На президентските избори през 1965 г. той се кандидатира, но не успява да победи дьо Гол. Франсоа Митеран е един от основателите на Социалистическата партия. Печели президентските избори през 1981 г.
По време на мандата си Франсоа Митеран набляга на важността на европейската интеграция и препоръчва ратификацията на Договора за Европейския икономически и политически съюз, който френският електорат приема през септември 1992 г.

## Визита в България през януари 1989
На 19 януари 1989 г. Франсоа Митеран пристига на посещение в София, а на 20 януари кани на закуска във френското посолство в София 12 видни български интелектуалци и дисиденти, сред които бъдещата президентска двойка Желю Желев и Блага Димитрова, писателите Йордан Радичков, Ивайло Петров и Радой Ралин, художника Светлин Русев, химика Алексей Шелудко, акад. Николай Василев, режисьора Анжел Вагенщайн, журналистите Стефан Продев, Барух Шамлиев и Копринка Червенкова.
Митеран също така изненадващо настоява да посети БАН и се среща с академици, чл.-кореспонденти и професори на 20 януари вечерта, като след беседата изразява възхищението си от развитието на българската наука, тогава в областта на изчислителната техника, и дори прави реверанс към българските учени (през 1988 френски космонавт, като първи космонавт от Западна Европа, лети със съветски екипаж, като изчислителната техника, обработваща информацията от Космоса, е българско производство).

## Памет
На Франсоа Митеран е наречена улица в квартал „Студентски град“ в София (Карта).